# شوكو ناكاغاوا
شوكو ناكاغاوا (中川翔子 ناكاغاوا شوكو) هي مطربة وممثلة يابانية ولدت في 5 مايو 1985 في ناكانو، طوكيو.

## أدوارها في السينما الأمريكية
- السرعة والغضب: قيادة طوكيو - مشجعة

## أدوارها في الأنمي

### مسلسلات أنمي تلفزيونية
- سينت سيا أوميغا - ساوري كيدو/أثينا
- آيشيلد 21 - سوزونا تاكي
- ليفل E - لونا مي ماد ماغرا
- خيميائي الفولاذ FULLMETAL ALCHEMIST - موظفة
- هاكابا كيتارو - نيكو
- دراغون بول سوبر - السمكة العرافة

### أنمي الإنترنت
- سيلور مون كريستال - ديانا

### أفلام أنمي
- دراغون بول Z: معركة الخوارق - السمكة العرافة
- دراغون بول Z: إعادة إحياء "F" - السمكة العرافة
- الأختان الساحرتان يويو و نيني - بيهاكو
- سلسلة أفلام بوكيمون
  - فيلم بوكيمون: نهوض داركراي - أليغرا
  - فيلم بوكيمون: غيراتينا و محارب السماء - إنفي
  - فيلم بوكيمون: أركيوس و جوهرة الحياة - بيتشو ذو الأذن المدببة
  - فيلم بوكيمون: زوروارك سيد الأوهام - بيغ
  - فيلم بوكيمون بلاك: فيكتيني و ريشيرام - لويس
  - فيلم بوكيمون وايت: فيكتيني وزيكروم - لويزا
  - فيلم بوكيمون: كيوريم ضد سيف العدالة - كيلديو
  - فيلم بوكيمون: ديانسي و شرنقة الدمار - ميليس ستيل
  - فيلم بوكيمون: هوبا و صراع الأزمنة - ميري

## أدوارها في الدبلجة اليابانية
- رابونزل - رابونزل
- المتحولون: عصر الانقراض - تيسا ييغر

## ديسكوغرافيا

### ألبومات
- Big☆Bang!!!
- Magic Time
- Cosmic ♬ Inflation
- 9lives

### أغاني منفردة
- Brilliant Dream (شارة البداية لمسلسل أنمي يوشيموني)
- ストロベリmelody
- 空色デイズ (شارة البداية لمسلسل أنمي تنجن توبا جورين لاجان)
- snow tears (شارة النهاية لمسلسل أنمي هاكابا كيتارو)
- Shiny GATE
- 続く世界 (شارة النهاية لفيلم أنمي تنجن توبا جورين لاجان: فصل جورين)
- 綺麗ア・ラ・モード
- 涙の種、笑顔の花 (شارة النهاية لفيلم أنمي تنجن توبا جورين لاجان: فصل لاجان)
- 心のアンテナ
- 「ありがとうの笑顔」
- RAY OF LIGHT (شارة النهاية الخامسة لمسلسل أنمي خيميائي الفولاذ FULLMETAL ALCHEMIST)
- フライングヒューマノイド (شارة البداية لمسلسل أنمي أكاديمية أوكالت)
- 桜色
- つよがり (شارة النهاية الثانية لمسلسل أنمي بيلزيباب)
- ホロスコープ
- 続 混沌
- さかさま世界/Once Upon a Time -キボウノウタ-
- ドリドリ

## وصلات خارجية
- شوكو ناكاغاوا على موقع IMDb (الإنجليزية)
- شوكو ناكاغاوا على موقع ميتاكريتيك (الإنجليزية)
- شوكو ناكاغاوا على موقع روتن توميتوز (الإنجليزية)
- شوكو ناكاغاوا على موقع ألو سيني (الفرنسية)
- شوكو ناكاغاوا على موقع ميوزك برينز (الإنجليزية)
- شوكو ناكاغاوا على موقع تيرنر كلاسيك موفيز (الإنجليزية)
- شوكو ناكاغاوا على موقع أول موفي (الإنجليزية)
- شوكو ناكاغاوا على موقع أول ميوزيك (الإنجليزية)
- شوكو ناكاغاوا على موقع ديسكوغز (الإنجليزية)
- شوكو ناكاغاوا على موقع قاعدة بيانات الفيلم (الإنجليزية)